# US Open de 2003
O US Open de 2003 foi um torneio de tênis disputado nas quadras duras do USTA Billie Jean King National Tennis Center, no Flushing Meadows-Corona Park, no distrito do Queens, em Nova York, nos Estados Unidos, entre 25 de agosto e 7 de setembro. Corresponde à 36ª edição da era aberta e à 123ª de todos os tempos.

## Finais

### Profissional
| Categoria | Evento    | Campeã(s)(o/ões)                    | Vice-campeã(s)(o/ões)                   | Resultado      | Chave(s)  | Chave(s)       |
| --------- | --------- | ----------------------------------- | --------------------------------------- | -------------- | --------- | -------------- |
| Simples   | Masculino | Andy Roddick                        | Juan Carlos Ferrero                     | 6–3, 7–6, 6–3  | principal | qualificatório |
| Simples   | Feminino  | Justine Henin                       | Kim Clijsters                           | 7–5, 6–1       | principal | qualificatório |
| Duplas    | Masculino | Jonas Björkman Todd Woodbridge      | Bob Bryan Mike Bryan                    | 5–7, 6–0, 7–5  | principal | principal      |
| Duplas    | Feminino  | Virginia Ruano Pascual Paola Suárez | Svetlana Kuznetsova Martina Navrátilová | 6–2, 6–2       | principal | principal      |
| Duplas    | Misto     | Katarina Srebotnik Bob Bryan        | Lina Krasnoroutskaya Daniel Nestor      | 5–7, 7–5, 7–65 | principal | principal      |

### Juvenil
| Categoria | Evento    | Campeã(s)(o/ões)   | Vice-campeã(s)(o/ões) | Resultado | Chave(s)  | Chave(s)       |
| --------- | --------- | ------------------ | --------------------- | --------- | --------- | -------------- |
| Simples   | Masculino | Jo-Wilfried Tsonga | Marcos Baghdatis      | 7–6, 6–3  | principal | qualificatório |
| Simples   | Feminino  | Kirsten Flipkens   | Michaëlla Krajicek    | 6–3, 7–5  | principal | qualificatório |